# الإسكان الوطني الإيراني
الإسكان الوطني الإيراني هو برنامج حكومي لدعم وتطوير ملايين الوحدات السكنية في المدن الإيرانية من خلال قروض بقيمة 400 مليون تومان، تتم بتنسيق من وزير الطرق والتنمية الحضرية وتقدم من خلال البنوك. وقد جاء هذا البرنامج خلفًا لمشاريع مسكن مهر السابقة. وبدأ العمل به في عام 2018. بحيث يحصل المواطنين المسجلين للشراء على نقاط وفقًا للمبلغ المالي الذي قامو بإيداعه، ثم يتم اختيار المستفيدين بناءًا على تلك النقاط.
ومن الجدير بالذكر بأن ما بين 20 إلى 25 مليون إيراني يعيشون في الأحياء العشوائية الفقيرة.
وبحلول يونيو 2023، خصص البرنامج 23000 هكتار لمشاريعه، أي ما يعادل أربعة أضعاف مساحة الأراضي المخصصة لمشروع مسكن مهر. أما في يوليو 2023، أصدر الرئيس الإيراني إنذارًا نهائيًا للبنوك الإيرانية التي ترفض تقديم القروض. وقد تقدم آنذاك 6 ملايين شخص موثّق بطلب شراء وحدات سكنية.
في أكتوبر 2023، أعلن وزير الطرق والتنمية الحضرية أن الحكومة ستخصص 2 مليار دولار للمشاريع الإسكانية.

## الإحصائيات
تم فتح حوالي مليون حساب مصرفي جديد في بنك مسكن للأشخاص الذين يشترون وحدات من هذه المشاريع.
وقد خصّصت محافظة طهران مساحة قدرها مليوني متر لاستخدامها في مشروع الإسكان الوطني.
كما سيتم تطوير أربعين ألف وحدة سكنية بمساحة 25 مترًا.

## النقد
نظرًا لارتفاع أسعار المساكن والإيجارات، فقد تمت التوصية بأن تقوم الحكومة بتطوير منازل يقل ارتفاعها عن 40 إلى 30 مترًا، على الرغم من أن المدن الإيرانية تتطلب ارتفاعًا يصل إلى 35 مترًا.

## أنظر أيضًا
- مسكن مهر

## روابط خارجية
- الموقع الرسمي للإسكان الوطني الإيراني

- الصفحة الرئيسية لوزارة الطرق والتنمية الحضرية
- صفحة الويب الخاصة بوزارة الإسكان والتنمية الحضرية